# FIS Sommer Ladies Tournee 2001
FIS Sommer Ladies Tournee 2001 (niem. 1. FIS Ladies Sommer Grand-Prix) – pierwsza edycja FIS Sommer Ladies Tournee, przeprowadzona w sezonie 2001/2002 na skoczniach w Słowenii i Niemczech.
Turniej rozpoczął się 24 sierpnia 2001 zawodami drużynowymi na skoczni w Velenju. 25 sierpnia rozegrano konkurs drużynowy na skoczni w Mislinji, a następnie indywidualny w Velenju. Kolejne zmagania – indywidualne odbyły się w Mislinji 26 sierpnia. Ostatnie dwa konkursy, drużynowy i indywidualny na skoczni w Meinerzhagen, rozegrano odpowiednio 1 i 2 września.
Wszystkie konkursy drużynowe wygrała reprezentacja Austrii w składzie: Magdalena Kubli, Eva Ganster i Daniela Iraschko. W konkursach indywidualnych zwyciężała za każdym razem Iraschko. W słoweńskiej części turnieju uzyskała w każdym konkursie ponad 40 punktów więcej niż rywalki, dzięki czemu triumfowała w FIS Sommer Ladies Tournee z dużą przewagą nad kolejnymi zawodniczkami w klasyfikacji łącznej. Na drugim stopniu podium w turnieju stanęła Eva Ganster, a na trzecim – Ayumi Watase.
W cyklu wystartowało łącznie 37 zawodniczek z dziesięciu narodowych reprezentacji.

## Przed FIS Sommer Ladies Tournee

### Tło
Do 1998 roku Międzynarodowa Federacja Narciarska nie organizowała żadnych konkursów kobiecych. Zdarzało się jednak, że skoczkinie startowały w roli przedskoczków w zawodach mężczyzn lub występowały jako zawodniczki w turnieju głównym, ale nie były klasyfikowane. W styczniu 1998 w Sankt Moritz odbyły się nieoficjalne mistrzostwa świata juniorek, które są uznawane za pierwsze międzynarodowe zawody kobiece. W marcu tego samego roku odbyły się natomiast pierwsze seniorskie zawody kobiet pod egidą Międzynarodowej Federacji Narciarskiej – dwa konkursy Pucharu Kontynentalnego w Schönwaldzie. W kolejnym sezonie po raz pierwszy zorganizowano FIS Ladies Grand Tournee, będący pierwszym międzynarodowym cyklem zawodów kobiet, rozgrywanym przez Międzynarodową Federację Narciarską.
Zimą 2001 roku turniej FIS Ladies Grand Tournee zmienił nazwę na FIS Ladies Grand Prix, odbyła się wówczas trzecia edycja tego turnieju. Zwyciężyła Daniela Iraschko, przed Henriette Smeby i Evą Ganster. W październiku 2000 roku rozegrano także cykl zawodów Alpen Cup, we wszystkich konkursach zwyciężyła Daniela Iraschko, przed Evą Ganster, i Heidi Roth

### Program turnieju
Przed rozpoczęciem FIS Sommer Ladies Tournee 2001 podany został oficjalny program serii treningowych, próbnych i konkursowych oraz innych wydarzeń bezpośrednio związanych z turniejem. Poniższa tabela przedstawia szczegółowy wykaz tych wydarzeń, zgodny z pierwotnym planem organizacji turnieju.
| Data             | Miejsce  | Godzina      | Wydarzenie                                                                            |
| ---------------- | -------- | ------------ | ------------------------------------------------------------------------------------- |
| 23 sierpnia 2001 | Velenje  | 20:00        | spotkanie kapitanów drużyn w hotelu Paka                                              |
| 24 sierpnia 2001 | Mislinja | 9:00         | otwarta seria treningowa                                                              |
| 24 sierpnia 2001 | Velenje  | 13:00        | otwarta seria treningowa                                                              |
| 24 sierpnia 2001 | Velenje  | 18:00        | seria próbna i pierwszy konkurs drużynowy                                             |
| 25 sierpnia 2001 | Mislinja | 9:00         | oficjalna seria treningowa                                                            |
| 25 sierpnia 2001 | Mislinja | 11:00        | drugi konkurs drużynowy                                                               |
| 25 sierpnia 2001 | Velenje  | 16:00        | otwarta seria treningowa                                                              |
| 25 sierpnia 2001 | Velenje  | 18:00        | oficjalna seria treningowa (jeden skok), seria próbna i pierwszy konkurs indywidualny |
| 26 sierpnia 2001 | Mislinja | 9:00         | otwarta seria treningowa                                                              |
| 26 sierpnia 2001 | Mislinja | 14:00        | drugi konkurs indywidualny                                                            |
| 29 sierpnia 2001 | –        | w ciągu dnia | wyjazd do Meinerzhagen                                                                |

## Zasady
Zasady obowiązujące w FIS Sommer Ladies Tournee są takie same, jak podczas zawodów Pucharu Świata czy Pucharu Kontynentalnego.
Do klasyfikacji generalnej FIS Sommer Ladies Tournee zaliczane były noty punktowe zdobyte przez zawodniczki podczas konkursów.
Skoki oceniane były w taki sam sposób, jak podczas zawodów Pucharu Świata czy Pucharu Kontynentalnego. Za osiągnięcie odległości równej punktowi konstrukcyjnemu zawodniczka otrzymywała 60 punktów. Za każdy dodatkowy metr uzyskiwała dodatkowo 2 punkty i analogicznie za każdy metr poniżej punktu K minus 2 punkty. Ponadto styl skoku i lądowania podlegał ocenie przez pięciu sędziów wybranych przez FIS, którzy mogli przyznać maksymalnie po 20 punktów. Dwie skrajne noty (najwyższa i najniższa) nie wliczane były do noty końcowej.

## Skocznie
Konkursy FIS Sommer Ladies Tournee w 2001 roku przeprowadzone zostały na trzech skoczniach narciarskich – dwóch normalnych: Grajskim griču w Velenju i Skakalnicy Dr. Stanko Stoporko w Mislinji oraz średniej Meinhardus-Schanzen w Meinerzhagen.
|  | Nazwa skoczni                  | Miejscowość  | Punkt K | Punkt jury | Źr.    |
|  | ------------------------------ | ------------ | ------- | ---------- | ------ |
|  | Grajski grič                   | Velenje      | K-85    | 94,0 m     | [ 12 ] |
|  | Skakalnica Dr. Stanko Stoporko | Mislinja     | K-85    | 93,0 m     | [ 13 ] |
|  | Meinhardus-Schanzen            | Meinerzhagen | K-65    | 67,0 m     | [ 14 ] |

## Podia

### Podium klasyfikacji łącznej
| Zawodniczka      | Velenje | Velenje | Velenje | Mislinja | Mislinja | Mislinja | Meinerzhagen | Meinerzhagen | Meinerzhagen | Nota łączna | Strata |
| Zawodniczka      | Skok 1  | Skok 2  | Nota    | Skok 1   | Skok 2   | Nota     | Skok 1       | Skok 2       | Nota         | Nota łączna | Strata |
| ---------------- | ------- | ------- | ------- | -------- | -------- | -------- | ------------ | ------------ | ------------ | ----------- | ------ |
| Daniela Iraschko | 83,0 m  | 84,5 m  | 226,0   | 85,0 m   | 86,5 m   | 225,5    | 66,0 m       | 67,0 m       | 235,7        | 687,2       | –      |
| Eva Ganster      | 74,0 m  | 74,0 m  | 183,0   | 73,5 m   | 73,5 m   | 181,0    | 64,0 m       | 64,0 m       | 227,8        | 591,8       | 95,4   |
| Ayumi Watase     | 70,0 m  | 69,0 m  | 161,0   | 66,5 m   | 64,5 m   | 138,0    | 64,5 m       | 65,5 m       | 228,0        | 527,0       | 160,2  |

### Podia konkursów indywidualnych

#### Velenje (24.08.2001)
| Miejsce | Imię i nazwisko   | Skok 1           | Skok 2           | Nota za styl | Nota łączna | Strata   |
| ------- | ----------------- | ---------------- | ---------------- | ------------ | ----------- | -------- |
| 1.      | Daniela Iraschko  | 83,0 m 111,5 pkt | 84,0 m 114,5 pkt | 55,5 58,5    | 226,0 pkt   | –        |
| 2.      | Eva Ganster       | 74,0 m 91,0 pkt  | 74,0 m 92,0 pkt  | 53,0 54,0    | 183,0 pkt   | 43,0 pkt |
| 3.      | Ann-Kathrin Reger | 73,0 m 88,5 pkt  | 71,5 m 83,5 pkt  | 52,5 47,5    | 172,0 pkt   | 54,0 pkt |

#### Mislinja (25.08.2001)
| Miejsce | Imię i nazwisko  | Skok 1           | Skok 2           | Nota za styl | Nota łączna | Strata   |
| ------- | ---------------- | ---------------- | ---------------- | ------------ | ----------- | -------- |
| 1.      | Daniela Iraschko | 85,0 m 111,5 pkt | 86,5 m 114,0 pkt | 51,5 54,0    | 225,5 pkt   | –        |
| 2.      | Eva Ganster      | 73,5 m 88,0 pkt  | 75,5 m 93,0 pkt  | 51,0 56,0    | 181,0 pkt   | 44,5 pkt |
| 3.      | Henriette Smeby  | 70,5 m 80,5 pkt  | 73,0 m 87,0 pkt  | 49,5 56,0    | 167,5 pkt   | 58,0 pkt |

#### Meinerzhagen (02.09.2001)
| Miejsce | Imię i nazwisko  | Skok 1 | Skok 2 | Nota za styl | Nota łączna | Strata  |
| ------- | ---------------- | ------ | ------ | ------------ | ----------- | ------- |
| 1.      | Daniela Iraschko | 66,0 m | 67,0 m | b.d.         | 235,7 pkt   | –       |
| 2.      | Ayumi Watase     | 64,5 m | 65,5 m | b.d.         | 228,0 pkt   | 7,7 pkt |
| 3.      | Eva Ganster      | 64,0 m | 64,0 m | b.d.         | 227,8 pkt   | 7,9 pkt |

### Podia konkursów drużynowych

#### Velenje (24.08.2001)
| Miejsce | Reprezentacja | Imię i nazwisko   | Skok 1           | Skok 2           | Noty za styl | Nota zawodniczki | Nota drużyny | Strata   |
| ------- | ------------- | ----------------- | ---------------- | ---------------- | ------------ | ---------------- | ------------ | -------- |
| 1.      | Austria I     | Magdalena Kubli   | 70,0 m 80,0 pkt  | 64,5 m 64,5 pkt  | 50,0 45,5    | 144,5 pkt        | 561,5 pkt    | –        |
| 1.      | Austria I     | Eva Ganster       | 76,0 m 96,0 pkt  | 78,0 m 99,5 pkt  | 54,0 53,5    | 195,5 pkt        | 561,5 pkt    | –        |
| 1.      | Austria I     | Daniela Iraschko  | 83,5 m 112,5 pkt | 82,5 m 109,0 pkt | 55,5 54,0    | 221,5 pkt        | 561,5 pkt    | –        |
| 2.      | Niemcy        | Heidi Roth        | 66,0 m 70,0 pkt  | 70,5 m 80,5 pkt  | 48,0 49,5    | 150,5 pkt        | 492,5 pkt    | 69,0 pkt |
| 2.      | Niemcy        | Ann-Kathrin Reger | 72,0 m 85,0 pkt  | 73,5 m 88,0 pkt  | 51,0         | 173,0 pkt        | 492,5 pkt    | 69,0 pkt |
| 2.      | Niemcy        | Kristin Schmidt   | 70,5 m 83,0 pkt  | 72,5 m 86,0 pkt  | 52,0 51,0    | 169,0 pkt        | 492,5 pkt    | 69,0 pkt |
| 3.      | Japonia       | Rieko Kanai       | 65,0 m 67,0 pkt  | 71,0 m 80,0 pkt  | 47,0 48,0    | 147,0 pkt        | 481,5 pkt    | 80,0 pkt |
| 3.      | Japonia       | Ayumi Watase      | 67,5 m 77,5 pkt  | 70,0 m 81,0 pkt  | 52,5 51,0    | 158,5 pkt        | 481,5 pkt    | 80,0 pkt |
| 3.      | Japonia       | Izumi Yamada      | 71,0 m 83,5 pkt  | 75,0 m 92,5 pkt  | 51,5 52,5    | 176,0 pkt        | 481,5 pkt    | 80,0 pkt |

#### Mislinja (25.08.2001)
| Miejsce | Reprezentacja | Imię i nazwisko  | Skok 1           | Skok 2           | Noty za styl | Nota zawodniczki | Nota drużyny | Strata   |
| ------- | ------------- | ---------------- | ---------------- | ---------------- | ------------ | ---------------- | ------------ | -------- |
| 1.      | Austria I     | Magdalena Kubli  | 62,0 m 59,0 pkt  | 63,0 m 62,0 pkt  | 45,0 46,0    | 144,5 pkt        | 499,5 pkt    | –        |
| 1.      | Austria I     | Eva Ganster      | 72,5 m 86,0 pkt  | 71,0 m 82,0 pkt  | 51,0 50,0    | 168,0 pkt        | 499,5 pkt    | –        |
| 1.      | Austria I     | Daniela Iraschko | 82,0 m 106,0 pkt | 81,0 m 104,5 pkt | 52,0 52,5    | 210,5 pkt        | 499,5 pkt    | –        |
| 2.      | Japonia       | Rieko Kanai      | 65,0 m 65,5 pkt  | 64,5 m 65,0 pkt  | 45,5 46,0    | 130,5 pkt        | 455,0 pkt    | 44,5 pkt |
| 2.      | Japonia       | Ayumi Watase     | 69,5 m 80,0 pkt  | 69,5 m 80,0 pkt  | 51,0         | 160,0 pkt        | 455,0 pkt    | 44,5 pkt |
| 2.      | Japonia       | Izumi Yamada     | 72,0 m 83,5 pkt  | 70,0 m 81,0 pkt  | 49,5 51,0    | 164,5 pkt        | 455,0 pkt    | 44,5 pkt |
| 3.      | Norwegia      | Anette Sagen     | 67,0 m 69,5 pkt  | 65,0 m 65,5 pkt  | 45,5         | 135,0 pkt        | 481,5 pkt    | 80,0 pkt |
| 3.      | Norwegia      | Line Jahr        | 68,0 m 77,0 pkt  | 65,5 m 70,5 pkt  | 51,0 49,5    | 147,5 pkt        | 481,5 pkt    | 80,0 pkt |
| 3.      | Norwegia      | Henriette Smeby  | 68,0 m 75,0 pkt  | 70,0 m 81,0 pkt  | 49,0 51,0    | 156,0 pkt        | 481,5 pkt    | 80,0 pkt |

#### Meinerzhagen (01.09.2001)
| Miejsce | Reprezentacja | Imię i nazwisko   | Skok 1 | Skok 2 | Noty za styl | Nota zawodniczki | Nota drużyny | Strata   |
| ------- | ------------- | ----------------- | ------ | ------ | ------------ | ---------------- | ------------ | -------- |
| 1.      | Austria I     | Magdalena Kubli   | b.d.   | b.d.   | b.d.         | 175,8 pkt        | 618,2 pkt    | –        |
| 1.      | Austria I     | Eva Ganster       | b.d.   | b.d.   | b.d.         | 227,8 pkt        | 618,2 pkt    | –        |
| 1.      | Austria I     | Daniela Iraschko  | b.d.   | b.d.   | b.d.         | 214,6 pkt        | 618,2 pkt    | –        |
| 2.      | Japonia       | Rieko Kanai       | b.d.   | b.d.   | b.d.         | 191,1 pkt        | 599,7 pkt    | 18,5 pkt |
| 2.      | Japonia       | Ayumi Watase      | b.d.   | b.d.   | b.d.         | 210,5 pkt        | 599,7 pkt    | 18,5 pkt |
| 2.      | Japonia       | Izumi Yamada      | b.d.   | b.d.   | b.d.         | 198,1 pkt        | 599,7 pkt    | 18,5 pkt |
| 3.      | Niemcy I      | Jenna Mohr        | –      | –      | –            | –                | 551,3 pkt    | 66,9 pkt |
| 3.      | Niemcy I      | Heidi Roth        | b.d.   | b.d.   | b.d.         | 182,0 pkt        | 551,3 pkt    | 66,9 pkt |
| 3.      | Niemcy I      | Kristin Schmidt   | b.d.   | b.d.   | b.d.         | 183,6 pkt        | 551,3 pkt    | 66,9 pkt |
| 3.      | Niemcy I      | Ann-Kathrin Reger | b.d.   | b.d.   | b.d.         | 185,7 pkt        | 551,3 pkt    | 66,9 pkt |

## Przebieg zawodów

### Velenje

#### Pierwszy konkurs (drużynowy)

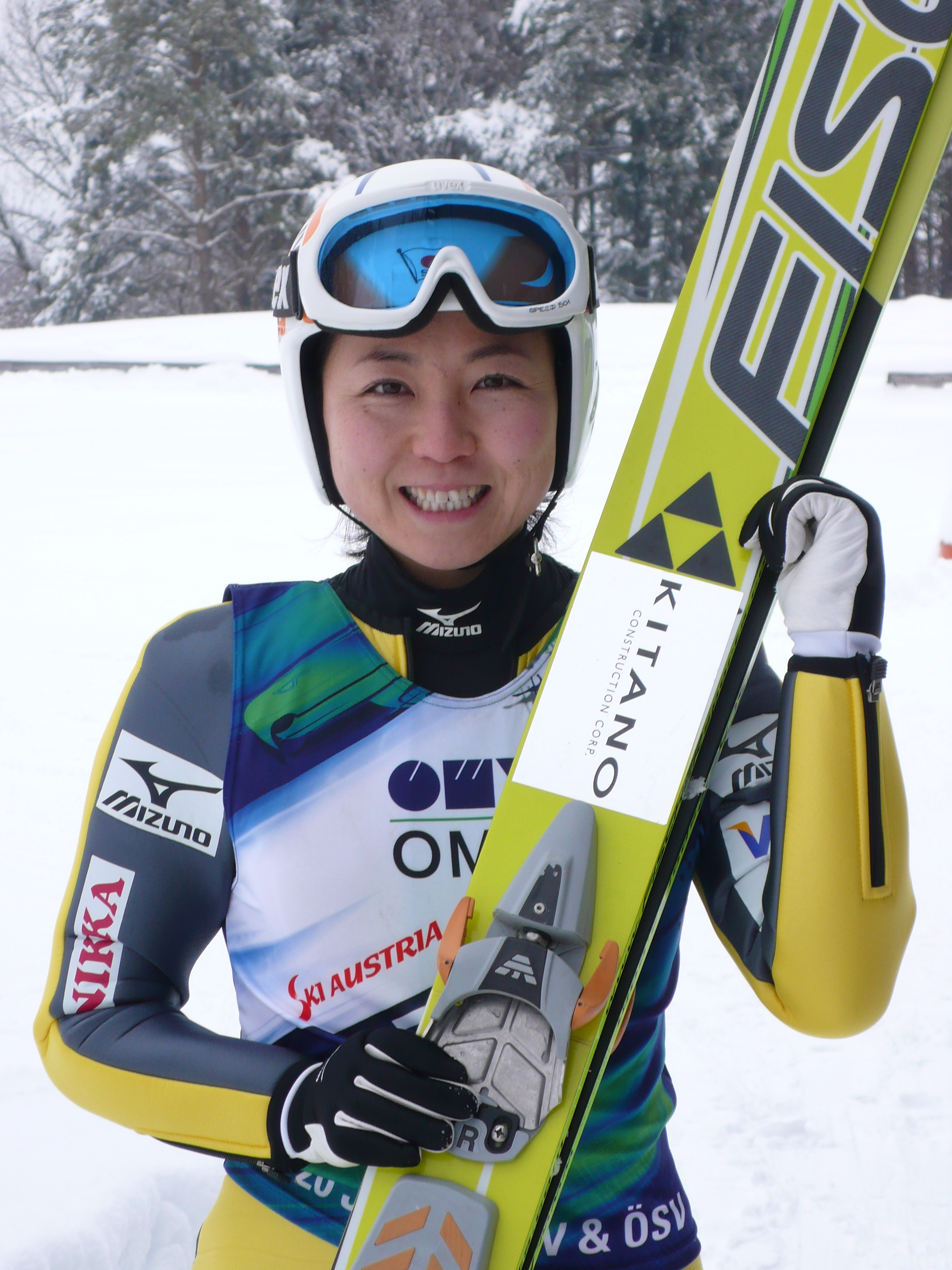
Rieko Kanai – trzecia zawodniczka konkursu drużynowego FIS Sommer Ladies Tournee w Velenju

Pierwszą konkurencją pierwszej edycji FIS Sommer Ladies Tournee były zawody drużynowe na skoczni normalnej w Velenju, które odbyły się 24 sierpnia. W konkursie wystartowało dziewięć drużyn – siedem reprezentacji narodowych i dwie drużyny mieszane. Po pierwszej kolejce skoków na prowadzeniu była reprezentacja Austrii. Najdalej skoczyła Magdalena Kubli, która uzyskała 70 metrów. Tuż za Austriaczkami znajdowały się ekipy Norwegii i mieszana drużyna Stanów Zjednoczonych i Szwajcarii. Najdalej w drugiej turze – 76 metrów – skoczyła reprezentantka Austrii, Eva Ganster, dzięki czemu ekipa austriacka utrzymała się na prowadzeniu. W ostatniej – trzeciej kolejce, a zarazem w całym konkursie, najdłuższy skok oddała Daniela Iraschko (Austria), która uzyskała o sześć i pół metra lepszy rezultat niż wcześniej wspomniana Ganster. Pozostałe zawodniczki uzyskały rezultaty słabsze o kilka metrów od Iraschko, w wyniku czego reprezentacja Austrii umocniła się na prowadzeniu. Skok o 13 metrów krótszy oddała Kristin Schmidt, co pozwoliło utrzymać Niemkom drugie miejsce. Na trzecim miejscu uplasowały się Japonki.
Najdłuższym skokiem czwartej kolejki okazało się 76,5 metra Anette Sagen, co pozwoliło reprezentacji Norwegii awansować na trzecie miejsce w klasyfikacji generalnej. Pół metra bliżej od Norweżki lądowała Maja Vtič, dzięki czemu Słowenki przesunęły się o trzy miejsca w górę. W przedostatniej, piątej kolejce najdalej skoczyła Eva Ganster (Austria), która uzyskała 78 metrów przy wysokich notach za styl. Cztery i pół metra krócej skoczyła reprezentantka Niemiec, Ann-Kathrin Reger. Po tej rundzie, na drugim miejscu za prowadzącymi Austriaczkami pozostawały Niemki, które z przewagą siedemnastu punktów wyprzedzały Norweżki. W ostatniej, szóstej kolejce, najdalej skoczyła reprezentantka Austrii, Daniela Iraschko (82,5 m), która w nieoficjalnej klasyfikacji indywidualnej zajęła pierwsze miejsce, przed Evą Ganster i Heleną Olsson. Dzięki temu reprezentacja Austrii utrzymała pierwsze miejsce w końcowej klasyfikacji zawodów. Na drugim miejscu uplasowała się reprezentacja Niemiec, a na trzecim reprezentacja Japonii.
Reprezentacja Austrii wystawiła do startu dwa zespoły.

##### Wyniki zawodów (24.08.2001)
| Miejsce          | Reprezentacja                           | Zawodniczka        | Seria 1 | Seria 1   | Seria 2         | Seria 2 | Nota zespołu |      |      |      |       |
| Miejsce          | Reprezentacja                           | Zawodniczka        | Skok    | Nota      | Skok            | Nota    | Nota zespołu |      |      |      |       |
| ---------------- | --------------------------------------- | ------------------ | ------- | --------- | --------------- | ------- | ------------ | ---- | ---- | ---- | ----- |
| Miejsce          | Reprezentacja                           | Zawodniczka        | 1.      | Austria I | Magdalena Kubli | 70,0    | Nota zespołu | 80,0 | 64,5 | 64,5 | 561,5 |
| Miejsce          | Reprezentacja                           | Zawodniczka        | 1.      | Austria I | Eva Ganster     | 76,0    | Nota zespołu | 96,0 | 78,0 | 99,5 | 561,5 |
| Daniela Iraschko | 83,5                                    | 112,5              | 1.      | Austria I | 82,5            | 109,0   |              |      |      |      | 561,5 |
| 2.               | Niemcy                                  | Heidi Roth         | 66,0    | 70,0      | 70,5            | 80,5    | 492,5        |      |      |      |       |
| 2.               | Niemcy                                  | Ann-Kathrin Reger  | 72,0    | 85,0      | 73,5            | 88,0    | 492,5        |      |      |      |       |
| 2.               | Niemcy                                  | Kristin Schmidt    | 70,5    | 83,0      | 72,5            | 86,0    | 492,5        |      |      |      |       |
| 3.               | Japonia                                 | Rieko Kanai        | 65,0    | 67,0      | 71,0            | 80,0    | 481,5        |      |      |      |       |
| 3.               | Japonia                                 | Ayumi Watase       | 67,5    | 77,5      | 70,0            | 81,0    | 481,5        |      |      |      |       |
| 3.               | Japonia                                 | Izumi Yamada       | 71,0    | 83,5      | 75,0            | 92,5    | 481,5        |      |      |      |       |
| 4.               | Norwegia                                | Anette Sagen       | 69,5    | 76,0      | 76,5            | 93,5    | 472,5        |      |      |      |       |
| 4.               | Norwegia                                | Line Jahr          | 60,0    | 59,0      | 69,0            | 79,0    | 472,5        |      |      |      |       |
| 4.               | Norwegia                                | Henriette Smeby    | 70,5    | 82,0      | 72,0            | 83,0    | 472,5        |      |      |      |       |
| 5.               | Drużyna mieszana I (Francja, Finlandia) | Heli Pomell        | 59,0    | 51,5      | 65,0            | 68,5    | 404,5        |      |      |      |       |
| 5.               | Drużyna mieszana I (Francja, Finlandia) | Lydie Bernard      | 66,0    | 69,5      | 70,0            | 80,0    | 404,5        |      |      |      |       |
| 5.               | Drużyna mieszana I (Francja, Finlandia) | Kristina Suokas    | 63,5    | 64,5      | 66,0            | 70,5    | 404,5        |      |      |      |       |
| 6.               | Słowenia                                | Maja Vtič          | 61,0    | 54,5      | 76,0            | 94,0    | 395,0        |      |      |      |       |
| 6.               | Słowenia                                | Monika Pogladič    | 63,0    | 61,0      | 65,0            | 65,0    | 395,0        |      |      |      |       |
| 6.               | Słowenia                                | Tanja Volčjak      | 60,0    | 58,0      | 62,0            | 62,5    | 395,0        |      |      |      |       |
| 7.               | Drużyna mieszana II (USA, Szwajcaria)   | Elisabeth Szotyori | 66,0    | 70,5      | 67,0            | 71,0    | 384,0        |      |      |      |       |
| 7.               | Drużyna mieszana II (USA, Szwajcaria)   | Rosanne Wenk       | 56,0    | 42,5      | 56,0            | 41,5    | 384,0        |      |      |      |       |
| 7.               | Drużyna mieszana II (USA, Szwajcaria)   | Karla Keck         | 66,5    | 72,0      | 73,5            | 86,5    | 384,0        |      |      |      |       |
| 8.               | Szwecja                                 | Katarina Tikka     | 56,0    | 44,5      | 56,0            | 44,0    | 374,0        |      |      |      |       |
| 8.               | Szwecja                                 | Linda Eriksson     | 61,0    | 57,0      | 60,0            | 52,0    | 374,0        |      |      |      |       |
| 8.               | Szwecja                                 | Helena Olsson      | 71,5    | 84,0      | 75,0            | 92,5    | 374,0        |      |      |      |       |
| 9.               | Austria II                              | Petra Mörtl        | 52,0    | 35,0      | 57,5            | 46,5    | 269,0        |      |      |      |       |
| 9.               | Austria II                              | Tanja Drage        | 55,0    | 42,5      | 58,0            | 49,0    | 269,0        |      |      |      |       |
| 9.               | Austria II                              | Katrin Stefaner    | 58,0    | 48,0      | 63,5            | 63,0    | 269,0        |      |      |      |       |

#### Drugi konkurs (indywidualny)

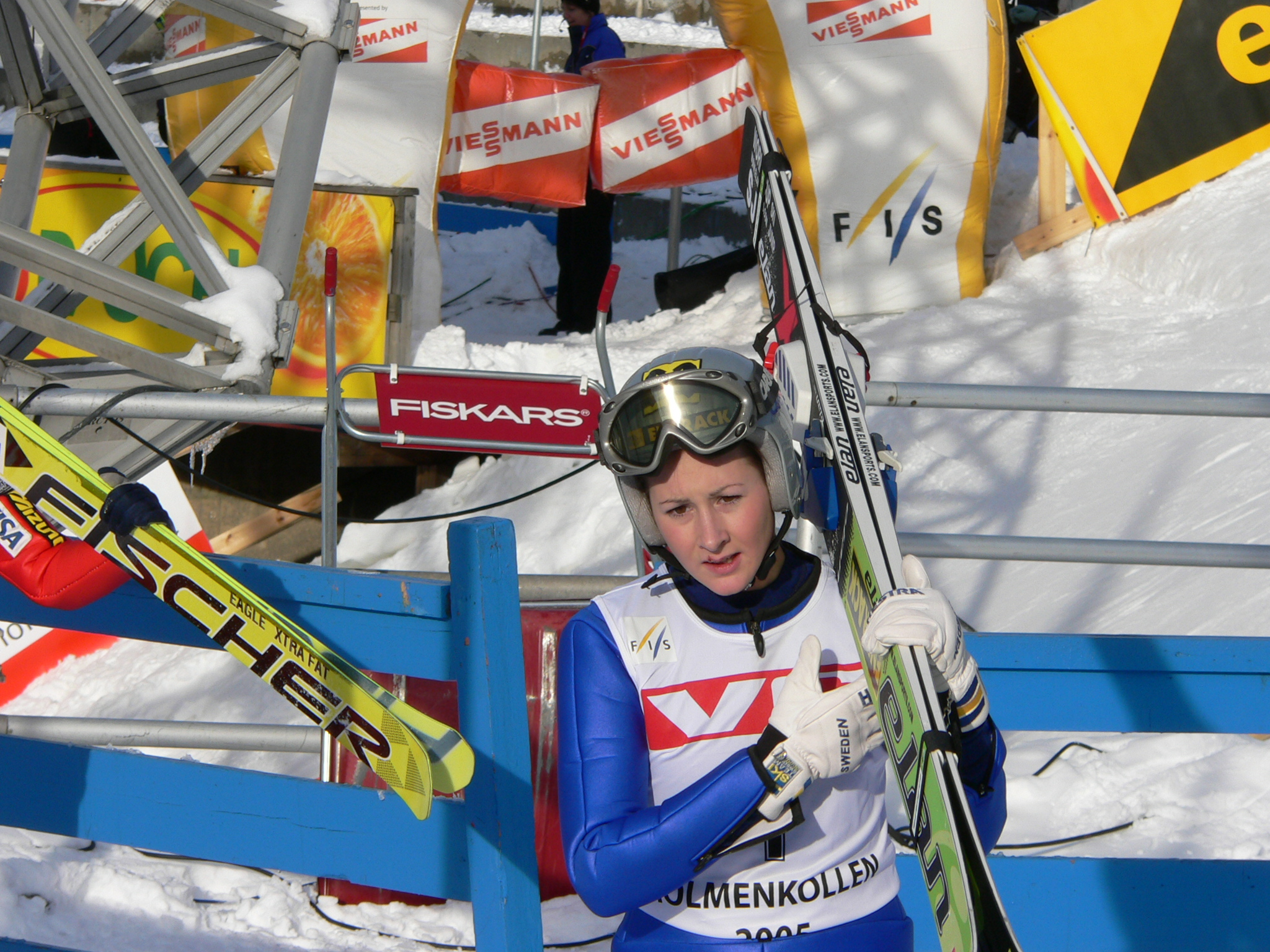
Helena Olsson – czwarta zawodniczka konkursu indywidualnego w Velenju, oraz piąta zawodniczka klasyfikacji generalnej

Pierwszy z konkursów indywidualnych, przeprowadzony w ramach FIS Sommer Ladies Tournee, odbył się 25 sierpnia na obiekcie normalnym w Velenju. W pierwszej serii konkursowej żadnej zawodniczce nie udało się osiągnąć odległość powyżej punktu konstrukcyjnego, umieszczonego na 85. metrze. Najbliżej osiągnięcia tej odległości była Daniela Iraschko, która skoczyła 83 metry. Dziewięć metrów bliżej lądowały Eva Ganster i Helena Olsson. Jedynie wcześniej wspomniana Iraschko uzyskała notę łączną za skok powyżej 100 punktów. Po pierwszej serii liderką była Daniela Iraschko, przed Evą Ganster i Heleną Olsson.
W serii finałowej odległość większą lub równą punktowi konstrukcyjnemu skoczni, podobnie jak w pierwszej serii nie udało się uzyskać żadnej zawodniczce. Najbliżej osiągnięcia tej odległości była Daniela Iraschko, która skoczyła 84,5 metra co było zdecydowanie najlepszą odległością drugiej serii, a także całego konkursu. Za swój skok uzyskała notę 114,5 punktu (o 22,5 punktu więcej niż druga zawodniczka drugiej serii – Eva Ganster). Druga po pierwszej serii Eva Ganster uzyskała taki sam skok jak w pierwszej serii, co pozwoliło jej utrzymać drugą pozycję w klasyfikacji łącznej konkursu. Na trzecią pozycję awansowała Ann-Kathrin Reger.

##### Wyniki zawodów (25.08.2001)
| 1.  | Daniela Iraschko   | Austria           | 83,0 | 111,5 | 84,5 | 114,5 | 226,0 |
| 2.  | Eva Ganster        | Austria           | 74,0 | 91,0  | 74,0 | 92,0  | 183,0 |
| 3.  | Ann-Kathrin Reger  | Niemcy            | 73,0 | 88,5  | 71,5 | 83,5  | 172,0 |
| 4.  | Helena Olsson      | Szwecja           | 74,0 | 89,0  | 71,0 | 82,5  | 171,5 |
| 5.  | Maja Vtič          | Słowenia          | 73,0 | 88,0  | 69,0 | 78,5  | 166,5 |
| 6.  | Heidi Roth         | Niemcy            | 72,5 | 86,0  | 69,5 | 78,0  | 164,0 |
| 7.  | Ayumi Watase       | Japonia           | 70,0 | 81,0  | 69,0 | 80,0  | 161,0 |
| 8.  | Henriette Smeby    | Norwegia          | 72,0 | 84,5  | 68,0 | 76,0  | 160,5 |
| 9.  | Karla Keck         | Stany Zjednoczone | 70,5 | 78,5  | 72,0 | 80,5  | 159,0 |
| 10. | Magdalena Kubli    | Austria           | 70,0 | 79,0  | 68,5 | 75,0  | 154,0 |
| 11. | Izumi Yamada       | Japonia           | 69,5 | 80,0  | 67,0 | 73,0  | 153,0 |
| 12. | Kristin Schmidt    | Niemcy            | 68,0 | 75,5  | 68,5 | 76,5  | 152,0 |
| 13. | Monika Pogladič    | Słowenia          | 70,5 | 79,5  | 66,0 | 68,5  | 148,0 |
| 14. | Rieko Kanai        | Japonia           | 62,5 | 58,5  | 71,0 | 80,5  | 139,0 |
| 15. | Anette Sagen       | Norwegia          | 64,0 | 64,0  | 68,0 | 74,5  | 138,5 |
| 16. | Line Jahr          | Norwegia          | 65,0 | 70,0  | 63,0 | 65,5  | 135,5 |
| 17. | Lydie Bernard      | Francja           | 62,5 | 61,5  | 67,0 | 71,5  | 133,0 |
| 18. | Jenna Mohr         | Niemcy            | 64,0 | 64,0  | 62,5 | 61,5  | 125,5 |
| 19. | Tanja Volčjak      | Słowenia          | 62,0 | 60,5  | 63,0 | 63,0  | 123,5 |
| 19. | Elisabeth Szotyori | Stany Zjednoczone | 63,5 | 62,5  | 62,5 | 61,0  | 123,5 |
| 21. | Erika Westlund     | Szwecja           | 63,0 | 61,0  | 63,0 | 62,0  | 123,0 |
| 22. | Kristina Suokas    | Finlandia         | 60,0 | 53,5  | 65,5 | 69,0  | 122,5 |
| 23. | Rosanne Wenk       | Szwajcaria        | 63,0 | 59,5  | 60,5 | 56,0  | 115,5 |
| 24. | Katrin Stefaner    | Austria           | 60,5 | 56,0  | 60,0 | 56,5  | 112,5 |
| 25. | Heli Pomell        | Finlandia         | 58,5 | 51,0  | 60,0 | 54,0  | 105,0 |
| 26. | Linda Eriksson     | Szwecja           | 58,5 | 49,5  | 60,5 | 54,5  | 104,0 |
| 26. | Tanja Drage        | Austria           | 60,0 | 53,5  | 58,0 | 50,5  | 104,0 |
| 28. | Katarina Tikka     | Szwecja           | 56,0 | 43,5  | 56,0 | 44,0  | 87,5  |
| 29. | Virginie Reynaud   | Francja           | 60,5 | 54,0  | 53,5 | 21,0  | 75,0  |
| 30. | Petra Mörtl        | Austria           | 49,0 | 28,5  | 52,5 | 35,5  | 64,0  |
| 31. | Stine Lobben       | Norwegia          | 48,0 | 27,5  | 48,0 | 26,5  | 54,0  |

### Mislinja

#### Pierwszy konkurs (drużynowy)

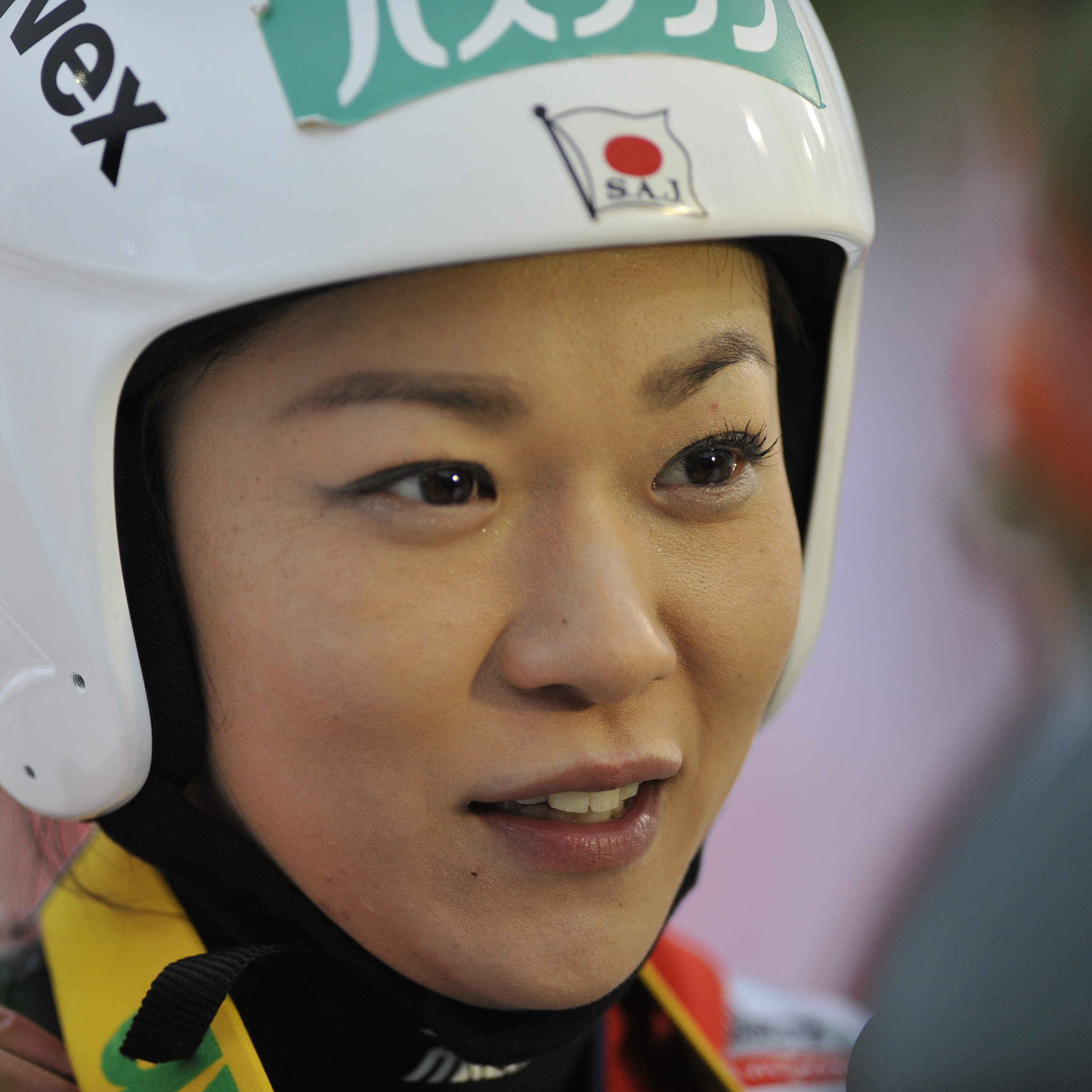
Ayumi Watase – druga zawodniczka konkursów drużynowych w Mislinji i Meinerzhagen, trzecia wraz z drużyną Japońską w zawodach w Velenju, druga zawodniczka zmagań indywidualnych w Meinerzhagen, oraz trzecia zawodniczka klasyfikacji generalnej

Trzecią konkurencją pierwszej edycji FIS Sommer Ladies Tournee były zawody drużynowe na skoczni normalnej w Mislinji, które odbyły się 25 sierpnia. W konkursie wystartowało dziewięć drużyn – siedem reprezentacji narodowych i dwie drużyny mieszane. Po pierwszej kolejce skoków na prowadzeniu była reprezentacja Norwegii. Najdalej skoczyła Anette Sagen, która uzyskała 67 metrów. Tuż za Norweżkami znajdowały się ekipy Niemiec i Japonii. Najdalej w drugiej turze – 72,5 metra – skoczyła reprezentantka Austrii, Eva Ganster, dzięki czemu ekipa austriacka awansowała o dwie pozycje. W ostatniej – trzeciej kolejce, a zarazem w całym konkursie, najdłuższy skok oddała Daniela Iraschko (Austria), która uzyskała o dziewięć i pół metra lepszy rezultat niż wcześniej wspomniana Ganster. Pozostałe zawodniczki uzyskały rezultaty słabsze o kilka metrów od Iraschko, w wyniku czego reprezentacja Austrii wyszła na prowadzenie w konkursie. Skok o 10 metrów krótszy oddała Izumi Yamada, co pozwoliło utrzymać Japonkom drugie miejsce. Na trzecim miejscu uplasowały się Norweżki.
Najdłuższym skokiem czwartej kolejki okazało się 65 metrów Anette Sagen, co pozwoliło reprezentacji Norwegii utrzymać się na trzecim miejscu w klasyfikacji generalnej. Pół metra bliżej od Norweżki lądowała Rieko Kanai, dzięki czemu Japonki umocniły się na drugiej pozycji. W przedostatniej, piątej kolejce najdalej skoczyła Eva Ganster (Austria), która uzyskała 71 metrów przy wysokich notach za styl. Półtora metra krócej skoczyła reprezentantka Japonii, Rieko Kanai. Po tej rundzie, na drugim miejscu za prowadzącymi Austriaczkami pozostawały Japonki, które z przewagą szesnastu i pół punktu wyprzedzały Norweżki. W ostatniej, szóstej kolejce, najdalej skoczyła reprezentantka Austrii, Daniela Iraschko (81,0 m), która w nieoficjalnej klasyfikacji indywidualnej zajęła pierwsze miejsce, przed Eva Ganster i Izumi Yamadą. Dzięki temu reprezentacja Austrii utrzymała pierwsze miejsce w końcowej klasyfikacji zawodów. Na drugim miejscu uplasowała się reprezentacja Japonii, a na trzecim reprezentacja Norwegii.
Reprezentacja Austrii wystawiła do startu dwa zespoły.

##### Wyniki zawodów (25.08.2001)
| Miejsce          | Reprezentacja                           | Zawodniczka        | Seria 1 | Seria 1   | Seria 2         | Seria 2 | Nota zespołu |      |      |      |       |
| Miejsce          | Reprezentacja                           | Zawodniczka        | Skok    | Nota      | Skok            | Nota    | Nota zespołu |      |      |      |       |
| ---------------- | --------------------------------------- | ------------------ | ------- | --------- | --------------- | ------- | ------------ | ---- | ---- | ---- | ----- |
| Miejsce          | Reprezentacja                           | Zawodniczka        | 1.      | Austria I | Magdalena Kubli | 62,0    | Nota zespołu | 59,0 | 63,0 | 62,0 | 499,5 |
| Miejsce          | Reprezentacja                           | Zawodniczka        | 1.      | Austria I | Eva Ganster     | 72,5    | Nota zespołu | 86,0 | 71,0 | 82,0 | 499,5 |
| Daniela Iraschko | 82,0                                    | 106,0              | 1.      | Austria I | 81,0            | 104,5   |              |      |      |      | 499,5 |
| 2.               | Japonia                                 | Rieko Kanai        | 65,0    | 65,5      | 64,5            | 65,0    | 455,0        |      |      |      |       |
| 2.               | Japonia                                 | Ayumi Watase       | 69,5    | 80,0      | 69,5            | 80,0    | 455,0        |      |      |      |       |
| 2.               | Japonia                                 | Izumi Yamada       | 72,0    | 83,5      | 70,0            | 81,0    | 455,0        |      |      |      |       |
| 3.               | Norwegia                                | Anette Sagen       | 67,0    | 69,5      | 65,0            | 65,5    | 438,5        |      |      |      |       |
| 3.               | Norwegia                                | Line Jahr          | 68,0    | 77,0      | 65,5            | 70,5    | 438,5        |      |      |      |       |
| 3.               | Norwegia                                | Henriette Smeby    | 68,0    | 75,0      | 70,0            | 81,0    | 438,5        |      |      |      |       |
| 4.               | Niemcy                                  | Heidi Roth         | 65,0    | 68,0      | 63,0            | 64,0    | 407,5        |      |      |      |       |
| 4.               | Niemcy                                  | Ann-Kathrin Reger  | 63,0    | 64,0      | 62,5            | 62,5    | 407,5        |      |      |      |       |
| 4.               | Niemcy                                  | Kristin Schmidt    | 67,0    | 73,5      | 67,5            | 75,5    | 407,5        |      |      |      |       |
| 5.               | Słowenia                                | Maja Vtič          | 60,0    | 57,5      | 59,0            | 53,0    | 363,0        |      |      |      |       |
| 5.               | Słowenia                                | Monika Pogladič    | 63,0    | 63,0      | 56,5            | 47,5    | 363,0        |      |      |      |       |
| 5.               | Słowenia                                | Tanja Volčjak      | 66,0    | 71,5      | 66,0            | 70,5    | 363,0        |      |      |      |       |
| 6.               | Drużyna mieszana I (Francja, Finlandia) | Virginie Reynaud   | 58,5    | 50,5      | 55,0            | 43,5    | 341,0        |      |      |      |       |
| 6.               | Drużyna mieszana I (Francja, Finlandia) | Kristina Suokas    | 61,5    | 60,0      | 59,0            | 54,5    | 341,0        |      |      |      |       |
| 6.               | Drużyna mieszana I (Francja, Finlandia) | Lydie Bernard      | 64,5    | 64,5      | 65,5            | 68,0    | 341,0        |      |      |      |       |
| 7.               | Szwecja                                 | Erika Westlund     | 61,5    | 61,0      | 55,0            | 42,0    | 334,0        |      |      |      |       |
| 7.               | Szwecja                                 | Linda Eriksson     | 56,0    | 47,5      | 57,0            | 49,0    | 334,0        |      |      |      |       |
| 7.               | Szwecja                                 | Helena Olsson      | 64,0    | 67,0      | 64,5            | 67,5    | 334,0        |      |      |      |       |
| 8.               | Drużyna mieszana II (USA, Szwajcaria)   | Rosanne Wenk       | 56,0    | 43,0      | 54,5            | 40,5    | 300,0        |      |      |      |       |
| 8.               | Drużyna mieszana II (USA, Szwajcaria)   | Elisabeth Szotyori | 64,5    | 65,5      | 56,0            | 49,5    | 300,0        |      |      |      |       |
| 8.               | Drużyna mieszana II (USA, Szwajcaria)   | Karla Keck         | 57,5    | 48,5      | 58,5            | 53,0    | 300,0        |      |      |      |       |
| 9.               | Austria II                              | Petra Mörtl        | 58,5    | 49,5      | 58,5            | 50,5    | 284,0        |      |      |      |       |
| 9.               | Austria II                              | Tanja Drage        | 50,0    | 32,0      | 52,0            | 37,5    | 284,0        |      |      |      |       |
| 9.               | Austria II                              | Katrin Stefaner    | 57,0    | 48,0      | 57,5            | 51,5    | 284,0        |      |      |      |       |

#### Drugi konkurs (indywidualny)

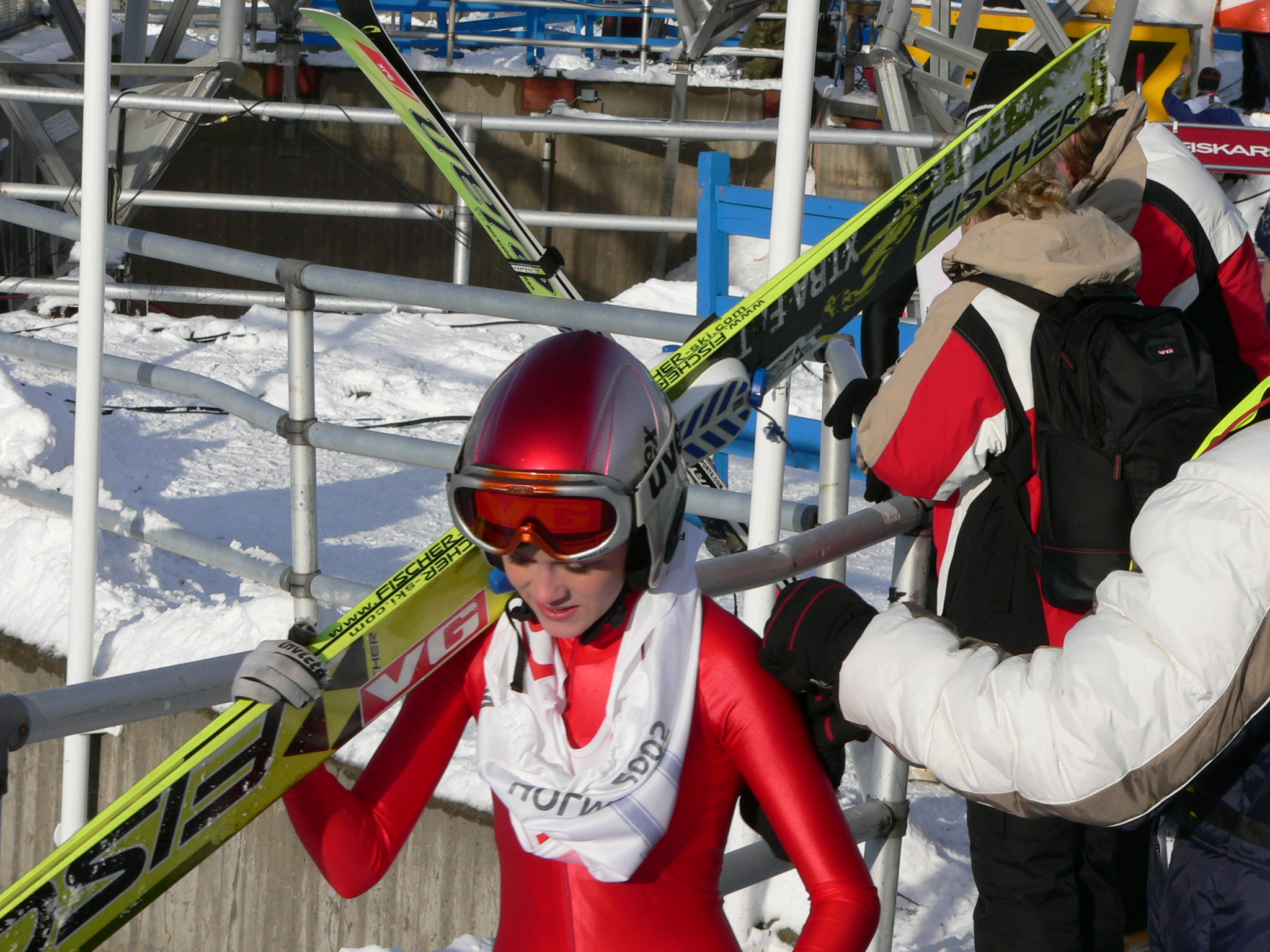
Henriette Smeby – trzecia zawodniczka zmagań indywidualnych i drużynowych w Mislinji, oraz czwarta zawodniczka klasyfikacji generalnej

Dzień po konkursie drużynowym w Mislinji, przeprowadzony został na Skakalnicy Dr. Stanko Stoporko czwarty – indywidualny konkurs FSLT. W pierwszej serii Danieli Iraschko jako jedynej udało się uzyskać odległość równą punktowi konstrukcyjnemu umieszczonemu na 85 metrze. Drugą odległość serii i takie samo miejsce uzyskała Eva Ganster (73,5 m). Trzecią pozycję po pierwszej serii zajmowała natomiast Henriette Smeby po skoku na 72,5 metra.
W serii finałowej wystartowało trzydzieści jeden zawodniczek, spośród których jedna osiągnęła odległość powyżej punktu konstrukcyjnego, a trzy osiągnęły odległość powyżej 70 metrów. Pierwszą, która tego dokonała, była Henriette Smeby, która uzyskała 73 metry. Rezultat ten został poprawiony przez drugą zawodniczkę pierwszej serii, Evę Ganster. Do końca konkursu Ganster wyprzedziła tylko Daniela Iraschko, po skoku na 86,5 metra (najdalsza odległość uzyskana w czasie konkursu). Zwyciężczynią konkursu została zatem Iraschko, a na kolejnych stopniach podium stanęły Ganster i Smeby.

##### Wyniki zawodów (26.08.2001)
| 1.  | Daniela Iraschko   | Austria           | 85,0 | 111,5 | 86,5 | 114,0 | 225,5 |
| 2.  | Eva Ganster        | Austria           | 73,5 | 88,0  | 75,5 | 93,0  | 181,0 |
| 3.  | Henriette Smeby    | Norwegia          | 70,5 | 80,5  | 73,0 | 87,0  | 167,5 |
| 4.  | Izumi Yamada       | Japonia           | 69,5 | 78,5  | 69,5 | 78,5  | 157,0 |
| 5.  | Helena Olsson      | Szwecja           | 69,5 | 78,5  | 66,5 | 71,5  | 150,0 |
| 6.  | Anette Sagen       | Norwegia          | 65,5 | 68,0  | 66,5 | 71,0  | 139,0 |
| 7.  | Ayumi Watase       | Japonia           | 66,5 | 71,0  | 64,5 | 67,0  | 138,0 |
| 8.  | Heidi Roth         | Niemcy            | 63,0 | 62,5  | 67,0 | 72,5  | 135,0 |
| 9.  | Kristin Schmidt    | Niemcy            | 63,5 | 64,0  | 64,5 | 67,0  | 131,0 |
| 10. | Ann-Kathrin Reger  | Niemcy            | 60,0 | 56,5  | 67,5 | 74,0  | 130,5 |
| 11. | Magdalena Kubli    | Austria           | 62,0 | 58,5  | 64,0 | 63,0  | 121,5 |
| 12. | Karla Keck         | Stany Zjednoczone | 63,5 | 61,5  | 60,5 | 57,5  | 119,0 |
| 13. | Erika Westlund     | Szwecja           | 61,5 | 59,0  | 61,0 | 57,5  | 116,5 |
| 14. | Elisabeth Szotyori | Stany Zjednoczone | 61,0 | 57,5  | 59,0 | 52,0  | 109,5 |
| 15. | Line Jahr          | Norwegia          | 61,0 | 59,5  | 56,5 | 49,5  | 109,0 |
| 16. | Kristina Suokas    | Finlandia         | 57,0 | 48,5  | 62,0 | 59,0  | 107,5 |
| 17. | Maja Vtič          | Słowenia          | 59,0 | 54,5  | 58,0 | 51,0  | 105,5 |
| 18. | Monika Pogladič    | Słowenia          | 60,0 | 54,5  | 57,5 | 48,5  | 103,0 |
| 19. | Rosanne Wenk       | Szwajcaria        | 59,5 | 54,0  | 56,5 | 44,0  | 98,0  |
| 20. | Linda Eriksson     | Szwecja           | 55,5 | 44,5  | 59,0 | 52,0  | 96,5  |
| 21. | Jenna Mohr         | Niemcy            | 60,0 | 55,0  | 52,0 | 37,5  | 92,5  |
| 22. | Tanja Volčjak      | Słowenia          | 58,0 | 51,5  | 53,5 | 40,5  | 92,0  |
| 23. | Lydie Bernard      | Francja           | 55,0 | 43,0  | 54,5 | 43,0  | 86,0  |
| 24. | Heli Pomell        | Finladnia         | 49,0 | 28,0  | 55,5 | 43,5  | 71,5  |
| 25. | Virginie Reynaud   | Francja           | 50,0 | 30,5  | 52,5 | 37,5  | 68,0  |
| 25. | Tanja Drage        | Austria           | 50,0 | 31,0  | 52,0 | 37,0  | 68,0  |
| 25. | Katrin Stefaner    | Austria           | 49,0 | 28,5  | 53,5 | 39,5  | 68,0  |
| 28. | Petra Mörtl        | Austria           | 52,0 | 34,5  | 51,0 | 32,5  | 67,0  |
| 29. | Rieko Kanai        | Japonia           | 51,0 | 33,0  | 50,0 | 32,5  | 65,5  |
| 30. | Katarina Tikka     | Szwecja           | 41,0 | 11,0  | 45,0 | 21,0  | 32,0  |
| 31. | Stine Lobben       | Norwegia          | 40,0 | 9,0   | 41,5 | 12,0  | 21,0  |

### Meinerzhagen

#### Pierwszy konkurs (drużynowy)

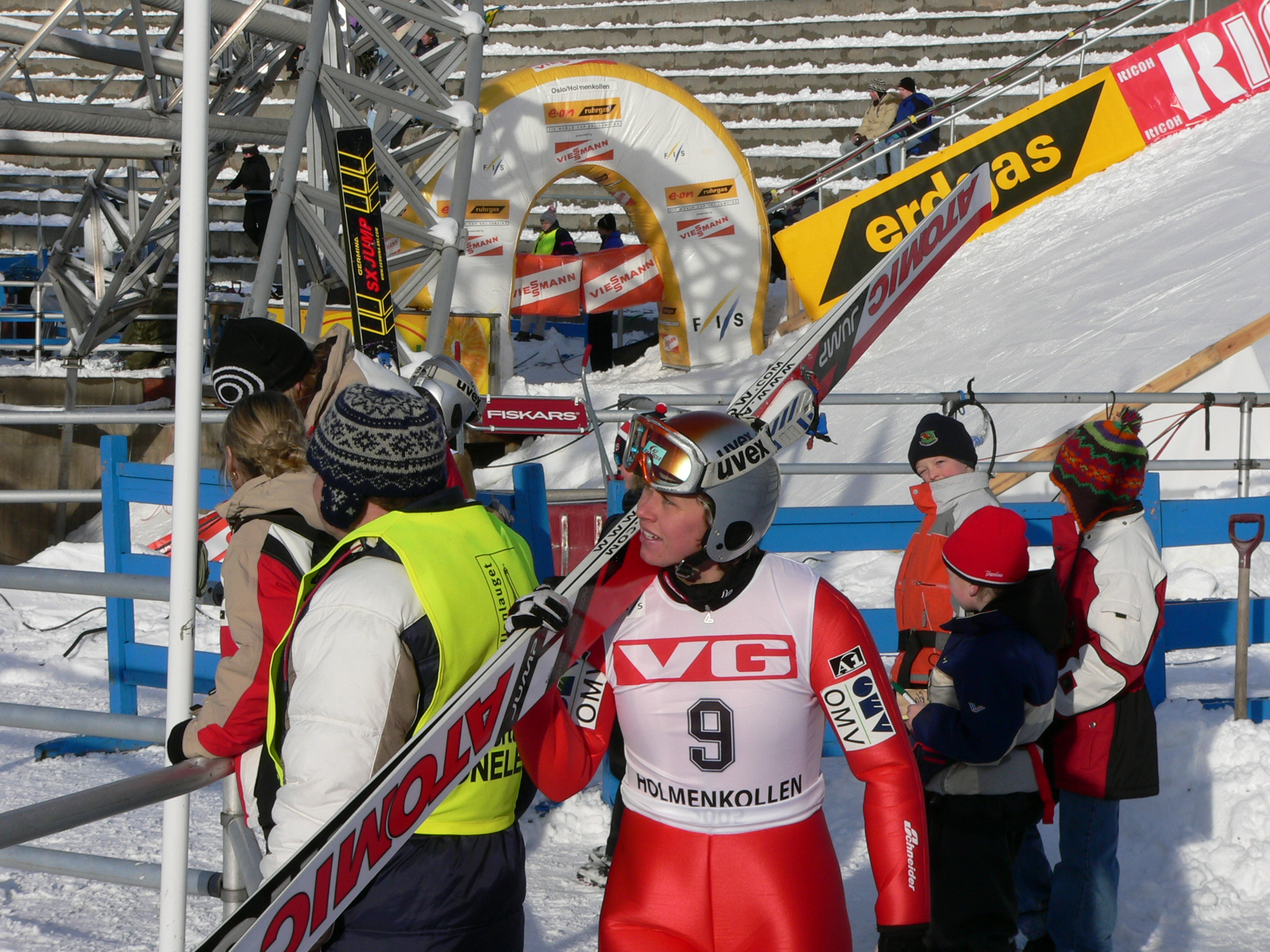
Eva Ganster – druga zawodniczka konkursów indywidualnych w Velenju i Mislinji, trzecia w zawodach w Meinerzhagen, zwyciężczyni wszystkich zmagań drużynowych, oraz druga zawodniczka klasyfikacji generalnej

Piątą, przedostatnią konkurencją pierwszej edycji FIS Sommer Ladies Tournee, były zawody drużynowe na skoczni normalnej w Meinerzhagen, które odbyły się 1 września. W konkursie wystartowało czternaście drużyn – dwanaście reprezentacji narodowych i dwie drużyny mieszane. Indywidualnie najlepszy wynik zanotowała reprezentantka Austrii – Eva Ganster (227,8 pkt), która uzyskała o 13,2 punktu wyższą notę od swojej rodaczki Danieli Iraschko. Trzecia z reprezentantek Austrii, Magdalena Kubli, zdobyła szesnastą ocenę po dwóch skokach (175,8), pozwoliło to jednak na utrzymanie kilkunastopunktowej przewagi nad reprezentacją Japonii, której zawodniczki uzyskały kolejno trzecią, czwartą i piątą notę. Konkurs zakończył się, podobnie jak dwa poprzednie, zwycięstwem drużyny austriackiej, na drugim miejscu uplasowały się Japonki, a trzecią lokatę zajęła pierwsza reprezentacja Niemiec.
W drużynie Szwedzkiej, Słoweńskiej, mieszanym zespole Francji i Finlandii, oraz we wszystkich drużynach Niemieckich, do konkursu zgłoszone zostały po 4 zawodniczki, zaś w pozostałych zespołach – po 3. W drużynach czteroosobowych ocena jednej z zawodniczek nie była doliczana do noty zespołu.
Reprezentacja Austrii wystawiła do startu trzy, a Niemiec pięć zespołów

##### Wyniki zawodów (01.09.2001)
| Miejsce | Reprezentacja                           | Zawodniczka         | Nota zawodniczki | Nota zespołu |           |                  |       |       |
| ------- | --------------------------------------- | ------------------- | ---------------- | ------------ | --------- | ---------------- | ----- | ----- |
| Miejsce | Reprezentacja                           | Zawodniczka         | 1.               | Nota zespołu | Austria I | Magdalena Kubli  | 175,8 | 618,2 |
| Miejsce | Reprezentacja                           | Zawodniczka         | 1.               | Nota zespołu | Austria I | Eva Ganster      | 227,8 | 618,2 |
| Miejsce | Reprezentacja                           | Zawodniczka         | 1.               | Nota zespołu | Austria I | Daniela Iraschko | 214,6 | 618,2 |
| 2.      | Japonia                                 | Rieko Kanai         | 191,1            | 599,7        |           |                  |       |       |
| 2.      | Japonia                                 | Ayumi Watase        | 210,5            | 599,7        |           |                  |       |       |
| 2.      | Japonia                                 | Izumi Yamada        | 198,1            | 599,7        |           |                  |       |       |
| 3.      | Niemcy I                                | Jenna Mohr          | –                | 551,3        |           |                  |       |       |
| 3.      | Niemcy I                                | Heidi Roth          | 182,0            | 551,3        |           |                  |       |       |
| 3.      | Niemcy I                                | Kristin Schmidt     | 183,6            | 551,3        |           |                  |       |       |
| 3.      | Niemcy I                                | Ann-Kathrin Reger   | 185,7            | 551,3        |           |                  |       |       |
| 4.      | Norwegia                                | Anette Sagen        | 187,3            | 536,0        |           |                  |       |       |
| 4.      | Norwegia                                | Line Jahr           | 171,1            | 536,0        |           |                  |       |       |
| 4.      | Norwegia                                | Henriette Smeby     | 177,6            | 536,0        |           |                  |       |       |
| 5.      | Słowenia                                | Urška Rozman        | –                | 518,2        |           |                  |       |       |
| 5.      | Słowenia                                | Monika Pogladič     | 186,2            | 518,2        |           |                  |       |       |
| 5.      | Słowenia                                | Tanja Volčjak       | 166,6            | 518,2        |           |                  |       |       |
| 5.      | Słowenia                                | Maja Vtič           | 166,4            | 518,2        |           |                  |       |       |
| 6.      | Drużyna mieszana I (USA, Szwajcaria)    | Rosanne Wenk        | 152,3            | 518,0        |           |                  |       |       |
| 6.      | Drużyna mieszana I (USA, Szwajcaria)    | Elisabeth Szotyori  | 179,2            | 518,0        |           |                  |       |       |
| 6.      | Drużyna mieszana I (USA, Szwajcaria)    | Karla Keck          | 186,5            | 518,0        |           |                  |       |       |
| 7.      | Niemcy II                               | Michaela Schmidt    | –                | 509,8        |           |                  |       |       |
| 7.      | Niemcy II                               | Stefanie Krieg      | 159,7            | 509,8        |           |                  |       |       |
| 7.      | Niemcy II                               | Carina Hils         | 165,4            | 509,8        |           |                  |       |       |
| 7.      | Niemcy II                               | Angelika Kühorn     | 183,8            | 509,8        |           |                  |       |       |
| 8.      | Szwecja                                 | Katarina Tikka      | –                | 501,7        |           |                  |       |       |
| 8.      | Szwecja                                 | Erika Westlund      | 173,9            | 501,7        |           |                  |       |       |
| 8.      | Szwecja                                 | Linda Eriksson      | 148,8            | 501,7        |           |                  |       |       |
| 8.      | Szwecja                                 | Helena Olsson       | 179,0            | 501,7        |           |                  |       |       |
| 9.      | Drużyna mieszana I (Francja, Finlandia) | Virginie Reynaud    | –                | 498,1        |           |                  |       |       |
| 9.      | Drużyna mieszana I (Francja, Finlandia) | Heli Pomell         | 163,5            | 498,1        |           |                  |       |       |
| 9.      | Drużyna mieszana I (Francja, Finlandia) | Kristina Suokas     | 159,4            | 498,1        |           |                  |       |       |
| 9.      | Drużyna mieszana I (Francja, Finlandia) | Lydie Bernard       | 175,2            | 498,1        |           |                  |       |       |
| 10.     | Austria II                              | Sonja Wurzrainer    | 135,5            | 450,2        |           |                  |       |       |
| 10.     | Austria II                              | Verena Floss        | 153,6            | 450,2        |           |                  |       |       |
| 10.     | Austria II                              | Katrin Stefaner     | 161,1            | 450,2        |           |                  |       |       |
| 11.     | Niemcy III                              | Christin Leikert    | –                | 449,5        |           |                  |       |       |
| 11.     | Niemcy III                              | Sabine Heinzmann    | 133,4            | 449,5        |           |                  |       |       |
| 11.     | Niemcy III                              | Nicole Hauer        | 145,1            | 449,5        |           |                  |       |       |
| 11.     | Niemcy III                              | Laura Gruß          | 171,0            | 449,5        |           |                  |       |       |
| 12.     | Austria III                             | Kerstin Mörtl       | 108,2            | 426,1        |           |                  |       |       |
| 12.     | Austria III                             | Tanja Drage         | 165,6            | 426,1        |           |                  |       |       |
| 12.     | Austria III                             | Petra Mörtl         | 152,3            | 426,1        |           |                  |       |       |
| 13.     | Niemcy IV                               | Birgit Tuss         | –                | 405,3        |           |                  |       |       |
| 13.     | Niemcy IV                               | Katrin Schmidt      | 142,3            | 405,3        |           |                  |       |       |
| 13.     | Niemcy IV                               | Ulrike Gräßler      | 140,1            | 405,3        |           |                  |       |       |
| 13.     | Niemcy IV                               | Andrea Temme        | 122,9            | 405,3        |           |                  |       |       |
| 14.     | Niemcy V                                | Franziska Nebel     | –                | 197,3        |           |                  |       |       |
| 14.     | Niemcy V                                | Eva Bagdaschwili    | 70,8             | 197,3        |           |                  |       |       |
| 14.     | Niemcy V                                | Sementa Ellenberger | 63,4             | 197,3        |           |                  |       |       |
| 14.     | Niemcy V                                | Karen Temme         | 63,1             | 197,3        |           |                  |       |       |

#### Drugi konkurs (indywidualny)

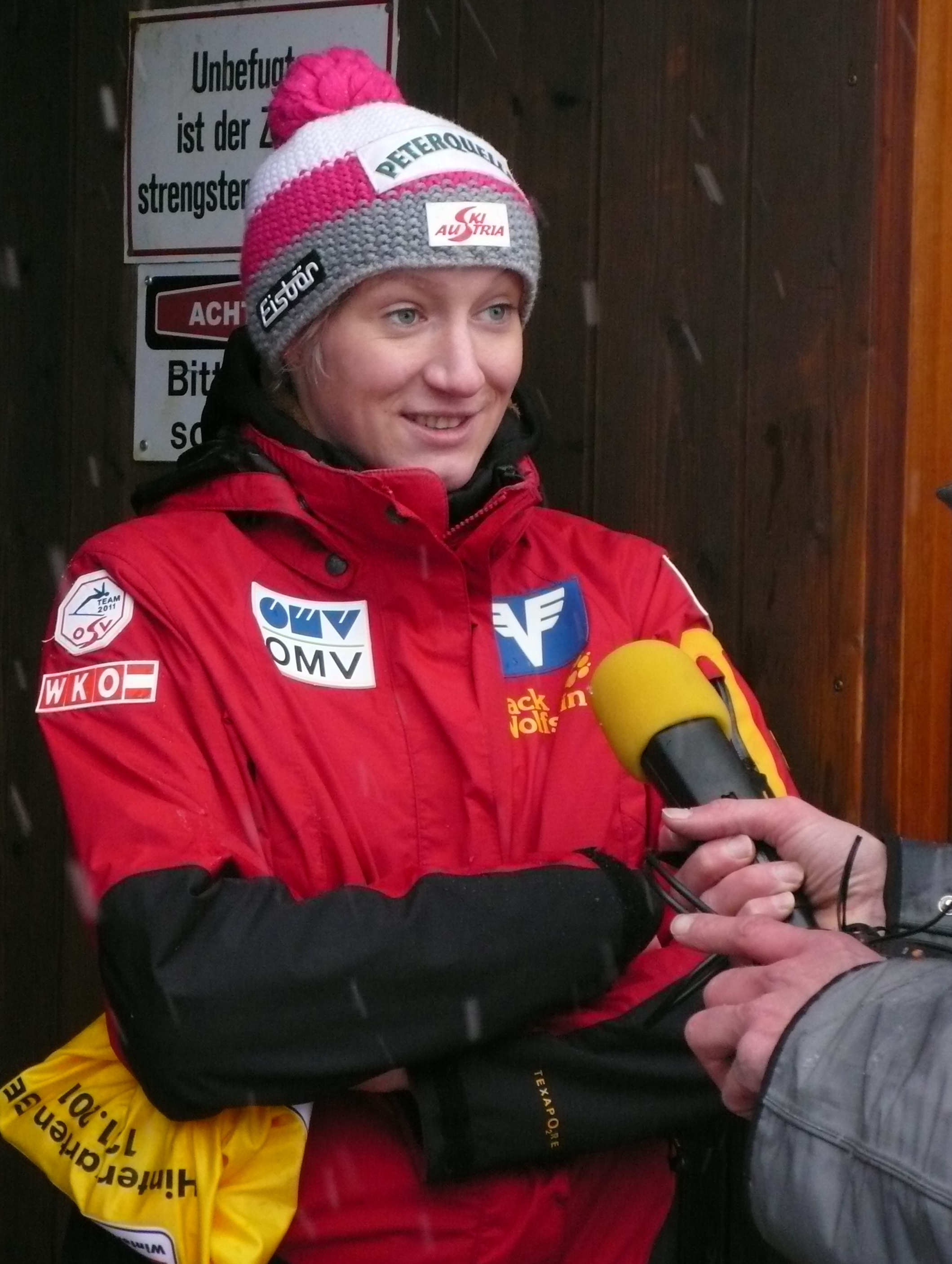
Daniela Iraschko – zwyciężczyni wszystkich zawodów (indywidualnych i drużynowych), oraz klasyfikacji generalnej pierwszej edycji FIS Sommer Ladies Tournee

Ostatni konkurs FIS Sommer Ladies Tournee 2001 przeprowadzono 2 września na Meinhardus-Schanzen w Meinerzhagen. W pierwszej serii konkursowej jedna zawodniczka – Daniela Iraschko przekroczyła punkt konstrukcyjny, uzyskując 66 metrów. Drugą odległość serii uzyskały ex aequo Ayumi Watase i Rieko Kanai (64,5 m), a trzecią Eva Ganster (64,0 m). Powyżej 60 metrów skoczyły także: Monika Pogladič (63,0 m), Karla Keck (63,0 m), Kristin Schmidt (62,0 m), Jenna Mohr (62,0 m), Anette Sagen (61,5 m), Ann-Kathrin Reger (61,0 m), Heidi Roth (61,0 m), Angelika Kühorn (60,0 m). Liderką po pierwszej rundzie była Daniela Iraschko.
Jako pierwsza w serii finałowej, granicę 60 metrów przekroczyła Henriette Smeby, która skoczyła 62 metry. Odległościowo lepsze rezultaty osiągnęło sześć zawodniczek – Rieko Kanai (63,5 m), Anette Sagen (64,0 m), Monika Pogladič (64,0 m), Eva Ganster (64,0 m), Ayumi Watase (65,5 m) oraz Daniela Iraschko (67,0 m). Zawody wygrała zatem Iraschko z przewagą 7,7 punktu nad drugą skoczkinią konkursu, Watase oraz z przewagą 7,9 punktu nad trzecią Evą Ganster. Dzięki temu Iraschko wygrała klasyfikację łączną FIS Sommer Ladies Tournee z przewagą ponad dziewięćdziesięciu pięciu punktów.
W ramach zawodów rozegrano także pierwsze mistrzostwa Niemiec w skokach narciarskich. Pierwszą mistrzynią kraju została Ann-Kathrin Reger, srebrny medal wywalczyła Angelika Kühorn, a na najniższym stopniu podium stanęła Heidi Roth.

##### Wyniki zawodów (02.09.2001)
| 1.  | Daniela Iraschko   | Austria           | 66,0 | 67,0 | 235,7 |
| 2.  | Ayumi Watase       | Japonia           | 64,5 | 65,5 | 228,0 |
| 3.  | Eva Ganster        | Austria           | 64,0 | 64,0 | 227,8 |
| 4.  | Rieko Kanai        | Japonia           | 64,5 | 63,5 | 227,7 |
| 5.  | Monika Pogladič    | Słowenia          | 63,0 | 64,0 | 211,8 |
| 6.  | Anette Sagen       | Norwegia          | 61,5 | 64,0 | 208,7 |
| 7.  | Ann-Kathrin Reger  | Niemcy            | 61,0 | 61,0 | 205,8 |
| 8.  | Angelika Kühorn    | Niemcy            | 60,0 | 62,0 | 205,3 |
| 9.  | Heidi Roth         | Niemcy            | 61,0 | 61,0 | 204,3 |
| 10. | Kristin Schmidt    | Niemcy            | 62,0 | 59,5 | 201,6 |
| 11. | Karla Keck         | Stany Zjednoczone | 63,0 | 59,5 | 199,5 |
| 12. | Laura Gruß         | Niemcy            | 59,0 | 59,5 | 195,9 |
| 13. | Izumi Yamada       | Japonia           | 59,0 | 60,5 | 194,8 |
| 14. | Henriette Smeby    | Norwegia          | 57,5 | 62,0 | 193,8 |
| 15. | Elisabeth Szotyori | Stany Zjednoczone | 59,0 | 58,0 | 192,8 |
| 16. | Heli Pomell        | Finlandia         | 59,5 | 57,0 | 192,1 |
| 17. | Helena Olsson      | Szwecja           | 58,5 | 58,0 | 190,7 |
| 18. | Erika Westlund     | Szwecja           | 58,5 | 60,0 | 189,1 |
| 19. | Lydie Bernard      | Francja           | 58,0 | 58,5 | 186,3 |
| 20. | Magdalena Kubli    | Austria           | 56,0 | 59,0 | 185,5 |
| 21. | Stefanie Krieg     | Niemcy            | 56,5 | 58,0 | 185,3 |
| 22. | Kristina Suokas    | Finlandia         | 59,0 | 57,5 | 182,6 |
| 23. | Verena Floss       | Austria           | 57,5 | 58,0 | 178,7 |
| 24. | Michaela Schmidt   | Niemcy            | 55,5 | 58,5 | 176,1 |
| 25. | Tanja Volčjak      | Słowenia          | 54,0 | 56,5 | 174,2 |
| 26. | Ulrike Gräßler     | Niemcy            | 53,0 | 58,5 | 173,1 |
| 27. | Jenna Mohr         | Niemcy            | 62,0 | 51,0 | 170,7 |
| 28. | Maja Vtič          | Słowenia          | 54,0 | 56,0 | 169,5 |
| 29. | Katrin Stefaner    | Austria           | 52,5 | 56,0 | 168,4 |
| 30. | Linda Eriksson     | Szwecja           | 56,0 | 53,5 | 160,8 |

## Klasyfikacja generalna turnieju
Poniżej znajduje się końcowa klasyfikacja FIS Sommer Ladies Tournee 2001 po przeprowadzeniu trzech konkursów. Łącznie w tej edycji FIS Sommer Ladies Tournee sklasyfikowane zostało 37 zawodniczek z ośmiu państw.
| Miejsce | Zawodniczka        | Velenje    | Mislinja   | Meinerzhagen | Punkty | Strata do liderki |
| ------- | ------------------ | ---------- | ---------- | ------------ | ------ | ----------------- |
| 01.     | Daniela Iraschko   | 226,0 (1)  | 225,5 (1)  | 235,7 (1)    | 687,2  | 0–                |
| 02.     | Eva Ganster        | 183,0 (2)  | 181,0 (2)  | 227,8 (3)    | 591,8  | 095,4             |
| 03.     | Ayumi Watase       | 161,0 (7)  | 138,0 (7)  | 228,0 (2)    | 527,0  | 160,2             |
| 04.     | Henriette Smeby    | 160,5 (8)  | 167,5 (3)  | 193,8 (14)   | 521,8  | 165,4             |
| 05.     | Helena Olsson      | 171,5 (4)  | 150,0 (5)  | 190,7 (17)   | 512,2  | 175,0             |
| 06.     | Ann-Kathrin Reger  | 172,0 (3)  | 130,5 (10) | 205,8 (7)    | 508,3  | 178,9             |
| 07.     | Izumi Yamada       | 153,0 (11) | 157,0 (4)  | 194,8 (13)   | 504,8  | 182,4             |
| 08.     | Heidi Roth         | 164,0 (6)  | 135,0 (8)  | 204,3 (9)    | 503,3  | 183,9             |
| 09.     | Anette Sagen       | 138,5 (15) | 139,0 (6)  | 208,7 (6)    | 486,2  | 201,0             |
| 10.     | Kristin Schmidt    | 152,0 (12) | 131,0 (9)  | 201,6 (10)   | 484,6  | 202,6             |
| 11.     | Karla Keck         | 159,0 (9)  | 119,0 (12) | 199,5 (11)   | 477,5  | 209,7             |
| 12.     | Monika Pogladič    | 148,0 (13) | 103,0 (18) | 211,8 (5)    | 462,8  | 224,4             |
| 13.     | Magdalena Kubli    | 154,0 (10) | 121,5 (11) | 185,5 (20)   | 461,0  | 226,2             |
| 14.     | Maja Vtič          | 166,5 (5)  | 105,5 (17) | 169,5 (28)   | 441,5  | 245,7             |
| 15.     | Rieko Kanai        | 139,0 (14) | 065,5 (29) | 227,7 (4)    | 432,2  | 255,0             |
| 16.     | Erika Westlund     | 123,0 (21) | 116,5 (13) | 189,1 (18)   | 428,6  | 258,6             |
| 17.     | Elizabeth Szotyori | 123,5 (19) | 109,5 (14) | 192,8 (15)   | 425,8  | 261,4             |
| 18.     | Kristina Suokas    | 122,5 (22) | 107,5 (16) | 182,6 (22)   | 412,6  | 274,6             |
| 19.     | Lydie Bernard      | 133,0 (17) | 086,0 (23) | 186,3 (19)   | 405,3  | 281,9             |
| 20.     | Tanja Volčjak      | 123,5 (19) | 092,0 (22) | 174,2 (25)   | 389,7  | 297,5             |
| 21.     | Jenna Mohr         | 125,5 (18) | 092,5 (21) | 170,7 (27)   | 388,7  | 298,5             |
| 22.     | Heli Pomell        | 105,0 (25) | 071,5 (24) | 192,1 (16)   | 368,6  | 318,6             |
| 23.     | Linda Eriksson     | 104,0 (26) | 096,5 (20) | 160,8 (30)   | 361,3  | 325,9             |
| 24.     | Katrin Stefaner    | 112,5 (24) | 068,0 (25) | 168,4 (29)   | 348,9  | 338,3             |
| 25.     | Line Jahr          | 135,5 (16) | 109,0 (15) |              | 244,5  | 442,7             |
| 26.     | Rosanne Wenk       | 115,5 (23) | 098,0 (19) |              | 213,5  | 473,7             |
| 27.     | Angelika Kühorn    |            |            | 205,3 (8)    | 205,3  | 481,9             |
| 28.     | Laura Gruß         |            |            | 195,9 (12)   | 195,9  | 491,3             |
| 29.     | Stefanie Krieg     |            |            | 185,3 (21)   | 185,3  | 501,9             |
| 30.     | Verena Floss       |            |            | 178,7 (23)   | 178,7  | 508,5             |
| 31.     | Michaela Schmidt   |            |            | 176,1 (24)   | 176,1  | 511,1             |
| 32.     | Ulrike Gräßler     |            |            | 173,1 (26)   | 173,1  | 514,1             |
| 33.     | Tanja Drage        | 104,0 (26) | 068,0 (25) |              | 172,0  | 515,2             |
| 34.     | Virginie Reynaud   | 075,0 (29) | 068,0 (25) |              | 143,0  | 544,2             |
| 35.     | Petra Mörtl        | 064,0 (30) | 067,0 (28) |              | 131,0  | 556,2             |
| 36.     | Katarina Tikka     | 087,5 (28) | 032,0 (30) |              | 119,5  | 567,7             |
| 37.     | Stine Lobben       | 054,0 (31) | 021,0 (31) |              | 075,0  | 612,2             |

## Składy reprezentacji
Poniższa tabela zawiera składy wszystkich ośmiu reprezentacji, które uczestniczyły w FIS Sommer Ladies Tournee 2001. W nawiasie obok nazwy kraju podana została liczba zawodniczek z poszczególnych państw. W tabeli przedstawiono wyniki zajmowane przez zawodniczki we wszystkich konkursach oraz miejsca w poprzedniej edycji turnieju.
| Zawodniczka           | Data urodzenia       | Starty w FSLT 2001 | Starty w FSLT 2001 | Starty w FSLT 2001 | Źródło |
| Zawodniczka           | Data urodzenia       | Velenje            | Mislinja           | Meinerzhagen       | Źródło |
| --------------------- | -------------------- | ------------------ | ------------------ | ------------------ | ------ |
| Austria (7)           |                      |                    |                    |                    |        |
| Tanja Drage           | 19 listopada 1987    | 26                 | 25                 | –                  | [ 23 ] |
| Verena Floss          | 5 kwietnia 1986      | –                  | –                  | 23                 | [ 24 ] |
| Eva Ganster           | 30 marca 1978        | 2                  | 2                  | 3                  | [ 25 ] |
| Daniela Iraschko      | 21 listopada 1983    | 1                  | 1                  | 1                  | [ 26 ] |
| Magdalena Kubli       | 7 listopada 1985     | 10                 | 11                 | 20                 | [ 27 ] |
| Petra Mörtl           | 1987                 | 30                 | 28                 | –                  | [ 28 ] |
| Katrin Stefaner       | 20 stycznia 1987     | 24                 | 25                 | 29                 | [ 29 ] |
| Finlandia (2)         |                      |                    |                    |                    |        |
| Heli Pomell           | 28 lutego 1982       | 25                 | 24                 | 16                 | [ 30 ] |
| Kristiina Suokas      | 21 lutego 1982       | 22                 | 16                 | 22                 | [ 31 ] |
| Francja (2)           |                      |                    |                    |                    |        |
| Lydie Bernard         | 26 marca 1984        | 17                 | 23                 | 19                 | [ 32 ] |
| Virginie Reynaud      | 11 czerwca 1986      | 29                 | 25                 | –                  | [ 33 ] |
| Japonia (3)           |                      |                    |                    |                    |        |
| Rieko Kanai           | 4 listopada 1981     | 14                 | 29                 | 4                  | [ 34 ] |
| Ayumi Watase          | 18 lipca 1984        | 7                  | 7                  | 2                  | [ 35 ] |
| Izumi Yamada          | 28 sierpnia 1978     | 11                 | 4                  | 13                 | [ 36 ] |
| Niemcy (9)            |                      |                    |                    |                    |        |
| Ulrike Gräßler        | 17 maja 1987         | –                  | –                  | 26                 | [ 37 ] |
| Laura Gruß            | 3 maja 1983          | –                  | –                  | 12                 | [ 38 ] |
| Stefanie Krieg        | 2 czerwca 1981       | –                  | –                  | 21                 | [ 39 ] |
| Angelika Kühorn       | 8 lipca 1986         | –                  | –                  | 8                  | [ 40 ] |
| Jenna Mohr            | 15 kwietnia 1987     | 18                 | 21                 | 27                 | [ 41 ] |
| Ann-Kathrin Reger     | 2 marca 1988         | 3                  | 10                 | 7                  | [ 42 ] |
| Heidi Roth            | 11 października 1984 | 6                  | 8                  | 9                  | [ 43 ] |
| Kristin Schmidt       | 18 października 1983 | 12                 | 9                  | 10                 | [ 44 ] |
| Michaela Schmidt      | 27 listopada 1983    | –                  | –                  | 24                 | [ 45 ] |
| Norwegia (4)          |                      |                    |                    |                    |        |
| Line Jahr             | 16 stycznia 1984     | 16                 | 15                 | –                  | [ 46 ] |
| Stine Lobben          | 26 kwietnia 1986     | 31                 | 31                 | –                  | [ 47 ] |
| Anette Sagen          | 10 stycznia 1985     | 15                 | 6                  | 6                  | [ 48 ] |
| Henriette Smeby       | 13 listopada 1986    | 8                  | 3                  | 14                 | [ 49 ] |
| Słowenia (3)          |                      |                    |                    |                    |        |
| Monika Pogladič       | 5 kwietnia 1987      | 13                 | 18                 | 5                  | [ 50 ] |
| Tanja Volčjak         | 1984                 | 19                 | 22                 | 25                 | [ 51 ] |
| Maja Vtič             | 27 stycznia 1988     | 5                  | 17                 | 28                 | [ 52 ] |
| Stany Zjednoczone (2) |                      |                    |                    |                    |        |
| Karla Keck            | 30 lipca 1975        | 9                  | 12                 | 11                 | [ 53 ] |
| Elizabeth Szotyori    | 1979                 | 19                 | 14                 | 15                 |        |
| Szwajcaria (1)        |                      |                    |                    |                    |        |
| Rosanne Wenk          | 1983                 | 23                 | 19                 | –                  |        |
| Szwecja (4)           |                      |                    |                    |                    |        |
| Linda Eriksson        | 1981                 | 26                 | 20                 | 30                 | [ 55 ] |
| Helena Olsson         | 15 listopada 1983    | 4                  | 5                  | 17                 | [ 56 ] |
| Catharina Tikka       | 1982                 | 28                 | 30                 | –                  |        |
| Erika Westlund        | 1983                 | 21                 | 13                 | 18                 |        |